# 走れメロス (映画)
『走れメロス』（はしれメロス）は、1992年7月18日より東映系劇場で公開されたアニメ映画。太宰治の同名の小説を原作としているが、設定の一部を変更して史実を織り交ぜたり、メロス以外の登場人物の心の動きにも焦点をあてるなど、独自のストーリーを作り出している。

## ストーリー
紀元前360年、妹の婚礼に必要な品々を買い求めるため、羊飼い・メロスはシシリー島のシラクサの町にやって来た。この町でひょんなことから、メロスは石工・セリヌンティウスと出会い、意気投合する。セリヌンティウスはシラクサの町で知らぬもののない有名な石工だったが、3年前から石を彫ることを止めて酒びたりの生活を送るようになり、人を愛することもやめてしまっていた。そのことをセリヌンティウスの恋人・ライサと町の老人・カリッパスから聞いたメロスはセリヌンティウスという人間に興味を覚え、彼の作品が多く飾られている王宮へと足を踏み入れる。
しかし、作品に見惚れたメロスはうっかり、立ち入り禁止の区域にまで入り込んでしまう。メロスはたちまち衛兵に取り押さえられ、荷物の中に婚礼の儀式に使う剣があったことから、王の暗殺を企てた暗殺者に間違えられてしまう。シラクサの王・ディオニシウス2世から3日後の死刑を宣告されたメロスは、妹の結婚式に参加できるよう、仮釈放を王に嘆願する。王が仮釈放に伴うメロスの身代わりを要請した際、異変を察知して王宮に参内したセリヌンティウスがそれを申し出る。セリヌンティウスはそれまで失っていた人を信頼する心を取り戻すため、メロスに命を賭けたのだった。
メロスはセリヌンティウスと王に必ず3日後の日没までに戻ることを約束し、故郷へ帰っていった。そのころ、王は家来・アレキスに対し、「メロスを助けるものも邪魔するものも排除して、メロスが自分の意志でセリヌンティウスを裏切る瞬間を見届けよ」と命じる。一方、王妃・フリューネもメロスを裏切り者に仕立てて、この事件を王の人気を高める機会とすべく、陰謀をめぐらせていた。
そんな人々の思惑を知らぬまま、妹の婚礼を終えたメロスはシラクサの町に向かって走り始める。ただ、自分を信じてくれた男の信頼に応えるために。

## 主な登場人物
メロス
本作の主人公。羊飼いの青年。故郷の人たちからは子供の時からでたらめな性格と言われていたが、人一倍正義感が強く、自分の命よりも自分に対する信頼にこたえることを重要なことと考えている。
クレア
メロスの妹。仮釈放によって帰ってきたメロスによって、その日のうちに結婚式を挙げることになる。しっかりとした性格でメロスとは対照的に村人からの信頼も厚い。
セリヌンティウス
通称セリネ。ひょんなことからメロスと意気投合し、メロスの親友となったシラクサの石工。小さいときから石工としての才能を発揮し、15歳にして石工として最高の地位である王宮付き親方に任命された。本編より3年前のある出来事をきっかけに人間不信に陥る。人を信頼する心を取り戻すために、メロスに全てを賭ける。
ディオニシウス2世
シラクサの王。猜疑心の塊で人間不信。かつては独裁者であるにもかかわらず市民からの人気は高かったが、些細な罪で市民を処刑するようになり、市民からの信用を失う。人間を全く信用しておらず、メロスが裏切ることを確信していたが、誓いを果たしたメロスとセリヌンティウスの友情を目の当たりにして2人を釈放する。その後は市民の訴えもあって自ら退位する。
フリューネ
王妃。プライドが高い王の性格を熟知し、王を満足させるべく、メロスを亡き者にする計画を立てる。
ライサ
セリヌンティウスの恋人。セリヌンティウスを救うべく、メロスが裏切らないように後をつける。
アレキス
ディオニシウス2世の家来。ディオニシウス2世からメロスの監視を命じられるが、次第にメロスの姿に心打たれていく。本作の語り部でもある。
カリッパス
シラクサの老人。メロスに対して、町のガイド役を申し出る。セリヌンティウスの知人で、ライサとともにメロスの後をつける。

## 声の出演
- メロス - 山寺宏一
- セリヌンティウス - 小川真司
- ディオニシウス2世 - 小林昭二
- フリューネ - 水沢アキ
- ライサ - 中森明菜
- アレキス - 坂口芳貞
- カリッパス - 青野武
- ダモクレス - 糸博
- ガンダルス - 近藤洋介
- クレア - 林原めぐみ
- 村長 - 北村弘一
- ピーアス - 梅津秀行
- ゲロン - 加藤治
- ミルタス - 塚田正昭
- ヒポー - 合野琢真
- その他 - 上田敏也、緒方賢一、石森達幸、西村知道、大滝進矢、福田信昭、郷里大輔、久梨原れな、鈴木明子、千々和竜策ほか

## スタッフ
- 原作 - 太宰治
- 脚本・監督 - おおすみ正秋
- キャラクターデザイン・作画監督 - 沖浦啓之
- 絵コンテ - 寺東克己、西久保瑞穂、沖浦啓之、おおすみ正秋
- 設定協力 - 中山典夫
- 監督補 - 根岸弘
- 美術監督 - 大野広司
- セルワーク色彩設計 - 小林美代子
- 撮影監督 - 森下成一
- 音響監督 - 山田悦司
- 音響効果 - 柏原満
- 音楽監督 - 小田和正
- メインタイトル操演 - 特撮研究所（尾上克郎、穂坂靖、木植健次）
- エンディングレリーフ制作 - スドーアート工房（須藤浩一郎）
- 制作プロデューサー - 蔭山康生
- プロデューサー - 石黒光一
- 特別協賛 - 三菱鉛筆
- 協力 - 鉄鋼ビルディング
- 制作 - ビジュアル80
- 配給 - 東映
- 製作 - 朝日新聞社、テレビ朝日、新潮社、電通

## 主題歌
- テーマソング：「そのままの君が好き」（作詞・作曲・編曲・唄：小田和正）

## ソフト化
- VHS『走れメロス』バンダイビジュアル、1993年3月21日、型番 EST-28
- Laser Disc『走れメロス』バンダイビジュアル、1993年4月22日、型番 BELL-561